# Burg Nagahama (Ōmi)

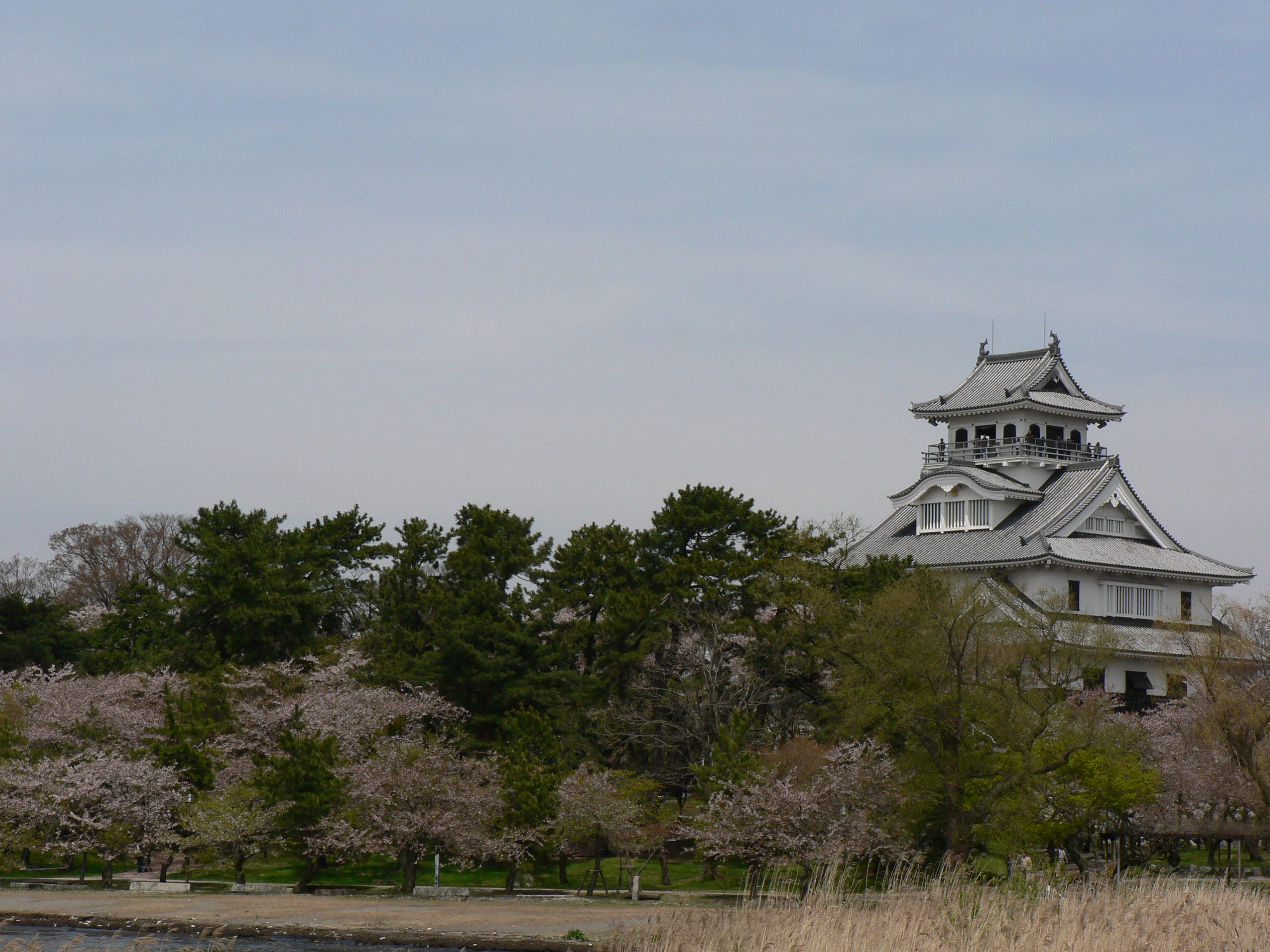
Burg von Nagahama

Die Burg Nagahama (japanisch 長浜城 Nagahama-jō) ist eine historische japanische Burg in Nagahama in der Präfektur Shiga in Japan.

## Geschichte
Die Burg Nagahama wurde in den Jahren 1575–1576 von Hashiba Hideyoshi (der später als Toyotomi Hideyoshi bekannt wurde) im damaligen Dorf Kunitomo als Niederungsburg (hirashiro) erbaut. Davor hatte er von Burg Odani aus geherrscht, fand das aber zunehmend beschwerlich, da es sich dabei um eine Höhenburg (yamashiro) handelte. Hideyoshi wurde nach der Schlacht von Shizugatake im Jahre 1583 von Yamanouchi Kazutoyo als Burgherr abgelöst. Kazutoyo wurde seinerseits nach der Schlacht von Sekigahara im Jahre 1600 durch Naitō Nobunari ersetzt. Im Jahre 1615 wurde die Burg auf Anordnung der Tokugawa-Regierung geschleift und Teile davon wurden beim Bau der Burg Hikone verwendet.

## Aktuell
Die Burg Nagahama ist heutzutage ein Park. Der Großteil der Burg ist nur noch eine Ruine, aber der Hauptturm (tenshu) wurde 1983 aus Beton rekonstruiert. Im Inneren ist das Historische Museum von Nagahama untergebracht.